# Fußball in Peru

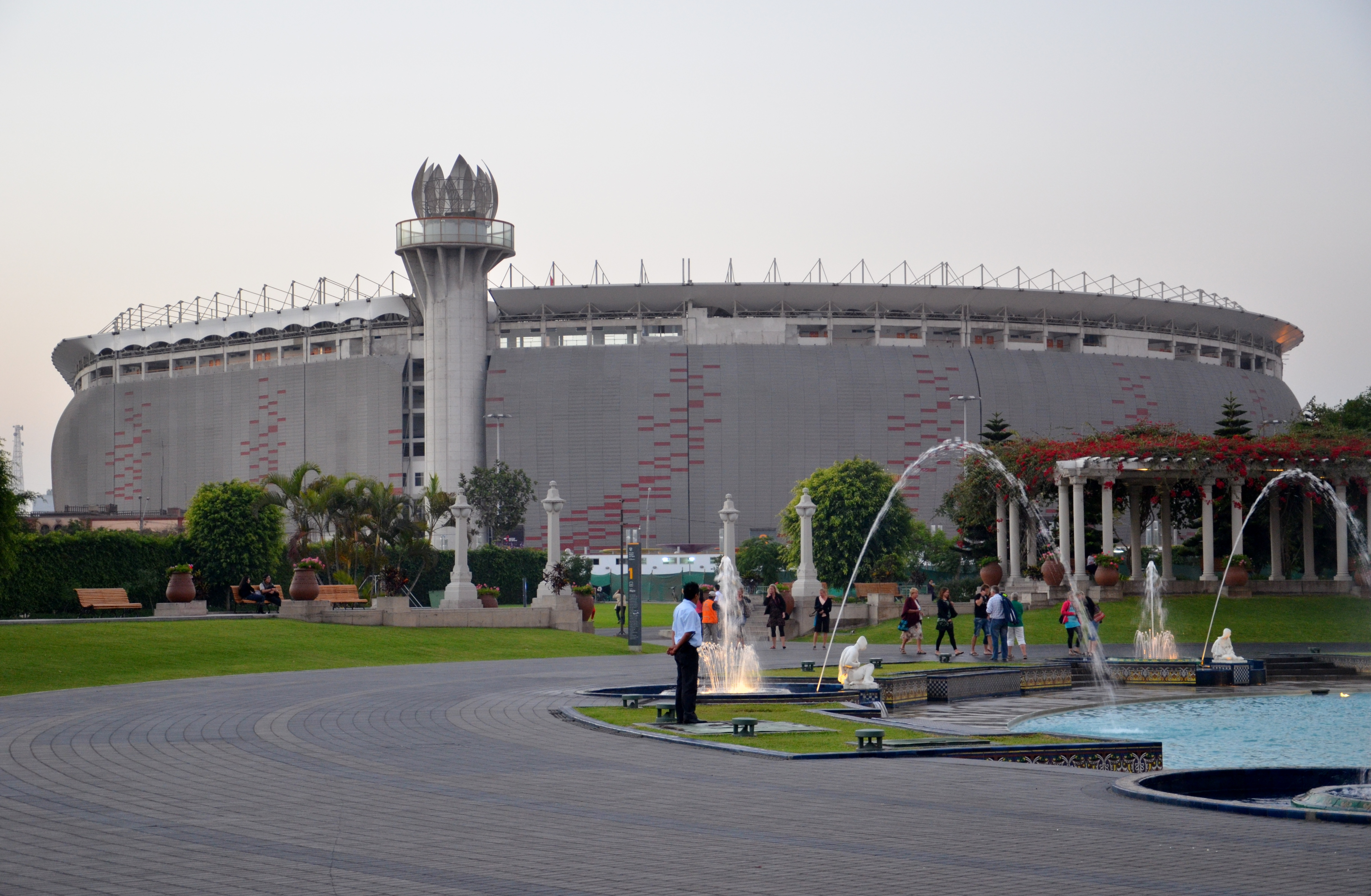
Das Nationalstadion nach seiner 2011 abgeschlossenen Renovierung

Der Fußball in Peru wurde gegen Ende des 19. Jahrhunderts durch britische Geschäftsleute in der Hafenstadt Callao eingeführt und erreichte bald auch die unmittelbar angrenzende Hauptstadt Lima. Dort wurde 1896 mit Ciclista Lima der erste bedeutende Fußballverein Perus gegründet.

## Geschichte
1912 wurde erstmals eine Fußballmeisterschaft ausgetragen, die jedoch auf Vereine aus dem Ballungsgebiet von Callao und Lima begrenzt war. Erster Sieger war die Mannschaft von Lima Cricket, die den Titel 1914 noch einmal gewinnen konnte. In den Jahren 1918 und 1919 wurde die Regionalmeisterschaft vom 1901 gegründeten Sport Alianza gewonnen, der noch immer zu den führenden Vereinen des Landes zählt. Gegen den Stadtrivalen und Rekordmeister Universitario de Deportes bestreitet Alianza heute das „Spiel des Jahres“ in Peru. Während Alianza in der Anfangszeit vorwiegend von Mestizen aus den Armenvierteln geprägt war, stand der 1924 gegründete Club Universitario traditionell mit der gehobenen Bildungsschicht in Verbindung.
Der Profifußball wurde 1951 eingeführt, blieb aber weiterhin auf Vereine aus Lima und benachbarten Städten begrenzt. Erst seit 1966 können Mannschaften aus allen Landesteilen an der peruanischen Fußballmeisterschaft teilnehmen.

## Wettbewerbe
Der wichtigste Wettbewerb im peruanischen Vereinsfußball ist die Primera Division, die höchste Spielklasse in Peru. An der Liga nehmen 17 Mannschaften teil. Außerdem werden in Peru zwei Pokalwettbewerbe ausgetragen, die Copa Inca und die Copa Perú. An der Copa Inca, auch Torneo del Inca genannt, nehmen 18 Vereine teil, die erst in drei Sechser-Gruppen antreten. Die Gruppenersten und die beste zweit-platzierte Mannschaft spielen in K.O.-Spielen den Sieger des Wettbewerbs aus. An der Copa Perú nehmen 16 Vereine teil. Durch K.O.-Spiele wird das Teilnehmerfeld auf vier Mannschaften reduziert. Diese spielen in einer Liga den Sieger der Copa Perú aus.

## Größte Erfolge im internationalen Fußball

### Vereine
Bisher gelang keinem peruanischen Verein ein Triumph in der Copa Libertadores, dem wichtigsten Vereinswettbewerb in Südamerika. Zweimal erreichten peruanische Vereine die Finalspiele: Universitario de Deportes scheiterte 1972 gegen Independiente (0:0, 1:2) und der dritte Großverein aus Lima, Sporting Cristal, 1997 mit 0:0 und 0:1 gegen Cruzeiro. Somit ist ausgerechnet der „Provinzverein“ Cienciano aus Cusco der einzige peruanische Verein, der in einem südamerikanischen Fußballwettbewerb für Vereinsmannschaften erfolgreich war. Er gewann 2003 die Copa Sudamericana durch einen Finalsieg gegen den argentinischen Rekordmeister River Plate. Im folgenden Jahr, 2004, gewann der Club aus Cusco die Recopa Sudamericana.

### Nationalmannschaft

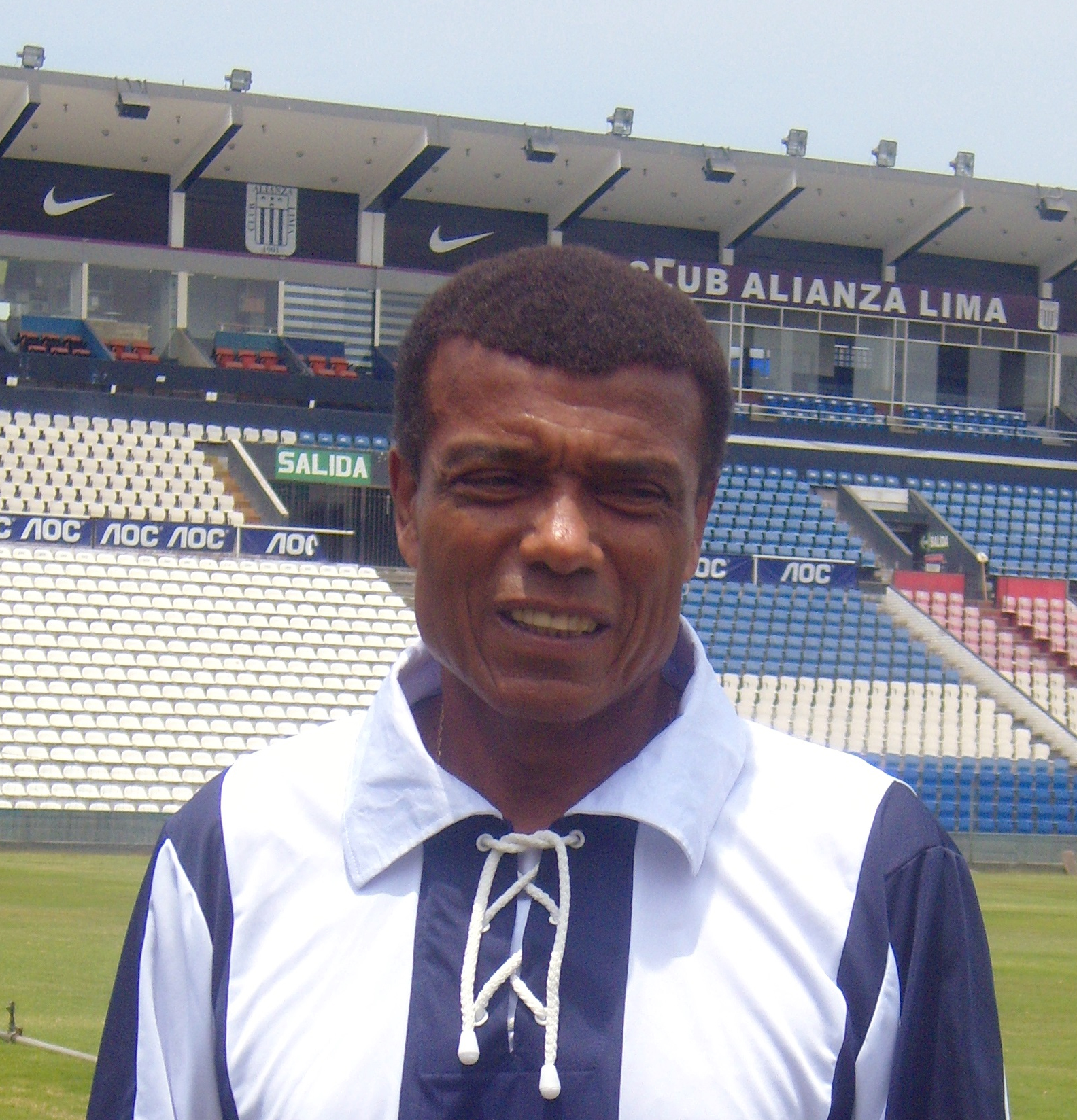
Teófilo Cubillas gilt als der wahrscheinlich beste peruanische Fußballer aller Zeiten

Die peruanische Nationalmannschaft nahm erstmals 1927 am Campeonato Sudamericana, dem Vorläufer der heutigen Copa América, teil, als sie auch erstmals als Gastgeber dieser Veranstaltung fungierte und das Turnier mit dem dritten Rang (von vier Teilnehmern) abschloss. Den ersten Turniersieg verbuchte die Mannschaft 1939, als der Wettbewerb ebenfalls in Peru ausgetragen wurde. Dabei wurden alle vier Begegnungen gewonnen: 5:2 gegen Ecuador, 3:1 gegen Chile, 3:0 gegen Paraguay und das turnierentscheidende letzte Spiel mit 2:1 gegen Uruguay, die bis dahin auch drei Siege eingefahren hatten.
1975, als erstmals die Copa América ausgetragen wurde und Peru erneut als Gastgeber fungierte, gewann die Nationalmannschaft ihren zweiten und bisher letzten Titel. Nach dem Gewinn der Vorrundengruppe schaltete man im Halbfinale Brasilien aus und schlug im Finale Kolumbien.
Insgesamt viermal nahm die Nationalmannschaft an einer Fußball-Weltmeisterschaft teil. Während sie bei der allerersten Austragung 1930 und bei ihrer bisher letzten Teilnahme 1982 jeweils in der Vorrunde ausgeschieden war, scheiterte sie bei ihren beiden anderen Teilnahmen erst in einer späteren Runde. 1970, als sie sich in der Qualifikation gegen Argentinien durchsetzen konnte, verlor sie im Viertelfinale gegen den späteren Weltmeister Brasilien (2:4) und 1978 gewann sie (zum bisher einzigen Mal) die Vorrundengruppe vor dem späteren Vizeweltmeister Niederlande, verlor aber in der Zwischenrunde alle Spiele: einem 0:3 gegen Brasilien folgte ein 0:1 gegen Polen und ein 0:6 gegen den Gastgeber und späteren Weltmeister Argentinien. Diese Niederlage sorgte für weitreichende Konsequenzen im Weltfußball; denn weil Argentinien durch diesen hohen Sieg aufgrund des besseren Torverhältnisses gegen die punktgleichen Brasilianer das Finale erreichte und beide Spiele zeitversetzt stattfanden – das später spielende Argentinien also das Ergebnis kannte, das sie für den Finaleinzug brauchten –, finden die entscheidenden letzten Gruppenspiele seither immer zeitgleich statt.
Die Erfolge der peruanischen Nationalmannschaft in den 1970er Jahren sind eng mit Teófilo Cubillas verbunden, der als der wohl beste peruanische Spieler aller Zeiten gilt. Er ist zusammen mit Miroslav Klose und Thomas Müller der bisher einzige Fußballspieler, der bei zwei Weltmeisterschaften jeweils mindestens fünf Tore erzielte. Außerdem wurde er 1972 zu Südamerikas Fußballer des Jahres gewählt. Er ist der einzige peruanische Fußballspieler, dem diese Ehre bisher zuteilwurde.
Heimstadion der Nationalmannschaft Perus ist das Estadio National Lima.

## Superclásico
Der superclásico es ist das Spiel zwischen den Vereinen Alianza Lima und Universitario de Deportes. Beide Teams sind die beliebtesten und erfolgreichsten des Landes. Das erste gespielte Spiel fand am 23. September 1928 statt.

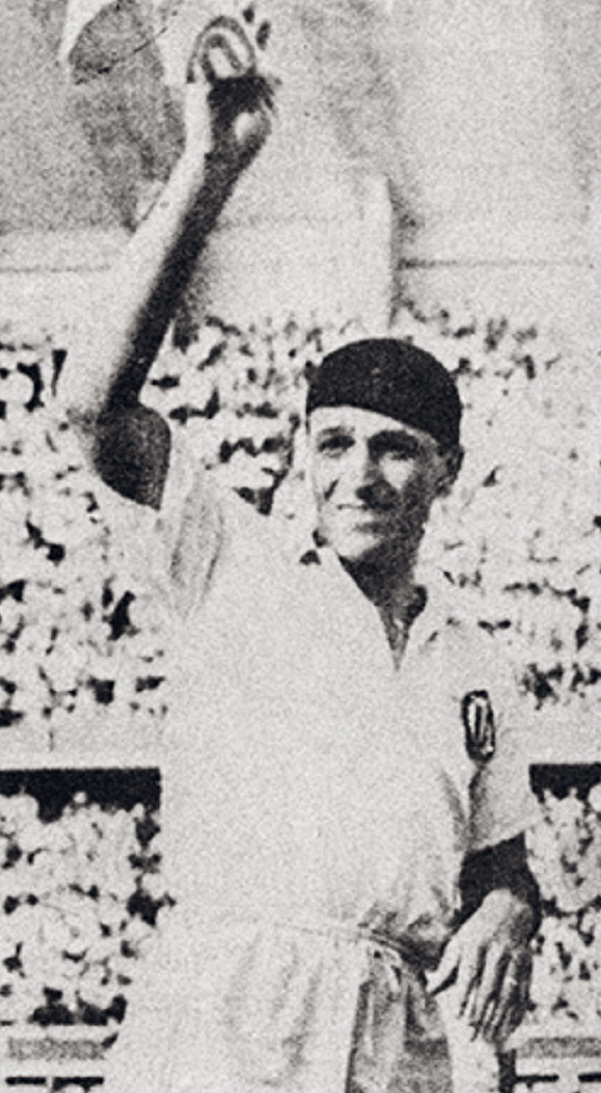
Teodoro Fernández ist der Spieler mit den meisten Toren im Superclásico

### Liste der Superclásicos

#### Primera División

##### 1928–1970
| Datum      | Heim          | Gast          | Ergebnis |
| ---------- | ------------- | ------------- | -------- |
| 23-09-1928 | Universitario | Alianza Lima  | 1:0      |
| 21-10-1928 | Universitario | Alianza Lima  | 1:1      |
| 01-11-1928 | Universitario | Alianza Lima  | 0:2      |
| 30-11-1930 | Universitario | Alianza Lima  | 1:1      |
| 21-06-1931 | Universitario | Alianza Lima  | 0:2      |
| 17-07-1932 | Universitario | Alianza Lima  | 2:3      |
| 02-10-1932 | Universitario | Alianza Lima  | 0:1      |
| 27-08-1933 | Universitario | Alianza Lima  | 2:2      |
| 18-11-1934 | Universitario | Alianza Lima  | 1:2      |
| 07-07-1935 | Universitario | Alianza Lima  | 2:1      |
| 27-10-1935 | Universitario | Alianza Lima  | 0:2      |
| 12-09-1937 | Universitario | Alianza Lima  | 2:1      |
| 23-10-1938 | Universitario | Alianza Lima  | 2:1      |
| 12-05-1940 | Universitario | Alianza Lima  | 0:0      |
| 24-09-1940 | Universitario | Alianza Lima  | 2:0      |
| 28-09-1941 | Universitario | Alianza Lima  | 0:0      |
| 12-04-1942 | Universitario | Alianza Lima  | 3:1      |
| 21-11-1942 | Universitario | Alianza Lima  | 4:4      |
| 1-11-1943  | Universitario | Alianza Lima  | 0:5      |
| 14-11-1943 | Universitario | Alianza Lima  | 1:0      |
| 16-07-1944 | Universitario | Alianza Lima  | 3:1      |
| 03-09-1944 | Universitario | Alianza Lima  | 1:0      |
| 16-09-1945 | Universitario | Alianza Lima  | 2:1      |
| 25-11-1945 | Universitario | Alianza Lima  | 3:1      |
| 07-07-1946 | Universitario | Alianza Lima  | 0:3      |
| 25-08-1946 | Universitario | Alianza Lima  | 1:2      |
| 12-10-1946 | Universitario | Alianza Lima  | 0:0      |
| 29-06-1947 | Universitario | Alianza Lima  | 3:4      |
| 30-08-1947 | Universitario | Alianza Lima  | 0:4      |
| 26-10-1947 | Universitario | Alianza Lima  | 2:1      |
| 12-06-1948 | Universitario | Alianza Lima  | 3:2      |
| 12-09-1948 | Universitario | Alianza Lima  | 0:1      |
| 21-11-1948 | Universitario | Alianza Lima  | 2:5      |
| 03-07-1949 | Universitario | Alianza Lima  | 0:5      |
| 04-09-1949 | Universitario | Alianza Lima  | 2:1      |
| 13-11-1949 | Universitario | Alianza Lima  | 3:1      |
| 17-09-1950 | Universitario | Alianza Lima  | 1:3      |
| 26-11-1950 | Universitario | Alianza Lima  | 1:2      |
| 02-09-1951 | Universitario | Alianza Lima  | 3:4      |
| 11-11-1951 | Universitario | Alianza Lima  | 2:0      |
| 14-09-1952 | Universitario | Alianza Lima  | 2:1      |
| 30-11-1952 | Universitario | Alianza Lima  | 2:3      |
| 30-08-1953 | Universitario | Alianza Lima  | 4:2      |
| 15-11-1953 | Universitario | Alianza Lima  | 3:2      |
| 03-10-1954 | Universitario | Alianza Lima  | 3:3      |
| 03-01-1955 | Universitario | Alianza Lima  | 2:3      |
| 14-08-1955 | Universitario | Alianza Lima  | 1:1      |
| 06-11-1955 | Universitario | Alianza Lima  | 1:3      |
| 27-05-1956 | Universitario | Alianza Lima  | 1:2      |
| 09-09-1956 | Universitario | Alianza Lima  | 3:3      |
| 10-11-1956 | Universitario | Alianza Lima  | 2:3      |
| 24-08-1957 | Universitario | Alianza Lima  | 1:1      |
| 27-10-1957 | Universitario | Alianza Lima  | 3:3      |
| 15-12-1957 | Universitario | Alianza Lima  | 0:0      |
| 03-08-1958 | Universitario | Alianza Lima  | 1:1      |
| 05-10-1958 | Universitario | Alianza Lima  | 0:0      |
| 21-06-1959 | Universitario | Alianza Lima  | 6:2      |
| 06-09-1959 | Universitario | Alianza Lima  | 3:2      |
| 15-11-1959 | Universitario | Alianza Lima  | 4:0      |
| 09-10-1960 | Universitario | Alianza Lima  | 0:1      |
| 04-12-1960 | Universitario | Alianza Lima  | 2:1      |
| 15-10-1961 | Universitario | Alianza Lima  | 1:1      |
| 01-01-1962 | Universitario | Alianza Lima  | 1:1      |
| 28-10-1962 | Universitario | Alianza Lima  | 2:4      |
| 23-12-1962 | Universitario | Alianza Lima  | 0:5      |
| 02-09-1963 | Universitario | Alianza Lima  | 1:3      |
| 17-11-1963 | Universitario | Alianza Lima  | 2:1      |
| 13-09-1964 | Universitario | Alianza Lima  | 1:0      |
| 15-11-1964 | Universitario | Alianza Lima  | 1:1      |
| 03-01-1965 | Universitario | Alianza Lima  | 2:1      |
| 19-09-1965 | Universitario | Alianza Lima  | 2:2      |
| 21-11-1965 | Universitario | Alianza Lima  | 0:1      |
| 19-12-1965 | Universitario | Alianza Lima  | 1:0      |
| 05-11-1966 | Alianza Lima  | Universitario | 3:2      |
| 12-02-1967 | Universitario | Alianza Lima  | 2:0      |
| 10-09-1967 | Universitario | Alianza Lima  | 3:2      |
| 17-12-1967 | Alianza Lima  | Universitario | 3:1      |
| 23-06-1968 | Alianza Lima  | Universitario | 2:0      |
| 26-10-1968 | Universitario | Alianza Lima  | 1:3      |
| 25-05-1969 | Universitario | Alianza Lima  | 3:0      |
| 28-09-1969 | Alianza Lima  | Universitario | 2:2      |
| 17-12-1969 | Alianza Lima  | Universitario | 2:2      |
| 28-06-1970 | Universitario | Alianza Lima  | 4:2      |
| 13-09-1970 | Alianza Lima  | Universitario | 2:2      |

##### 1971–1980
| Datum      | Heim          | Gast          | Ergebnis |
| ---------- | ------------- | ------------- | -------- |
| 08-08-1971 | Alianza Lima  | Universitario | 2:1      |
| 12-12-1971 | Universitario | Alianza Lima  | 1:1      |
| 01-04-1972 | Alianza Lima  | Universitario | 1:2      |
| 20-05-1972 | Alianza Lima  | Universitario | 1:2      |
| 03-09-1972 | Alianza Lima  | Universitario | 2:2      |
| 26-11-1972 | Universitario | Alianza Lima  | 2:2      |
| 31-12-1972 | Alianza Lima  | Universitario | 1:3      |
| 10-06-1973 | Universitario | Alianza Lima  | 3:2      |
| 14-10-1973 | Alianza Lima  | Universitario | 2:1      |
| 05-01-1974 | Alianza Lima  | Universitario | 2:1      |
| 15-07-1974 | Universitario | Alianza Lima  | 2:0      |
| 22-12-1974 | Alianza Lima  | Universitario | 0:3      |
| 02-03-1975 | Alianza Lima  | Universitario | 3:1      |
| 09-10-1975 | Alianza Lima  | Universitario | 2:1      |
| 15-01-1976 | Universitario | Alianza Lima  | 0:1      |
| 22-02-1976 | Alianza Lima  | Universitario | 0:0      |
| 18-07-1976 | Alianza Lima  | Universitario | 1:1      |
| 31-10-1976 | Universitario | Alianza Lima  | 1:0      |
| 13-03-1977 | Universitario | Alianza Lima  | 1:0      |
| 08-05-1977 | Alianza Lima  | Universitario | 2:1      |
| 24-07-1977 | Universitario | Alianza Lima  | 2:2      |
| 27-10-1977 | Alianza Lima  | Universitario | 2:2      |
| 30-12-1977 | Alianza Lima  | Universitario | 6:1      |
| 22-01-1978 | Universitario | Alianza Lima  | 3:4      |
| 26-08-1978 | Universitario | Alianza Lima  | 1:2      |
| 03-12-1978 | Alianza Lima  | Universitario | 2:1      |
| 27-05-1979 | Universitario | Alianza Lima  | 0:1      |
| 09-09-1979 | Alianza Lima  | Universitario | 1:0      |
| 02-12-1979 | Alianza Lima  | Universitario | 1:1      |
| 12-01-1980 | Universitario | Alianza Lima  | 1:1      |
| 06-07-1980 | Alianza Lima  | Universitario | 2:2      |
| 25-10-1980 | Universitario | Alianza Lima  | 1:1      |

##### 1981–1990
| Datum      | Heim          | Gast          | Ergebnis  |
| ---------- | ------------- | ------------- | --------- |
| 23-03-1981 | Universitario | Alianza Lima  | 0:1       |
| 26-04-1981 | Alianza Lima  | Universitario | 3:1       |
| 11-07-1981 | Universitario | Alianza Lima  | 1:2       |
| 21-11-1981 | Alianza Lima  | Universitario | 2:1       |
| 01-08-1982 | Alianza Lima  | Universitario | 1:1       |
| 29-08-1982 | Universitario | Alianza Lima  | 0:1       |
| 26-09-1982 | Alianza Lima  | Universitario | 2:1       |
| 22-10-1982 | Universitario | Alianza Lima  | 2:2       |
| 04-12-1982 | Universitario | Alianza Lima  | 1:1       |
| 30-01-1983 | Alianza Lima  | Universitario | 2:0       |
| 09-02-1983 | Universitario | Alianza Lima  | 2:1       |
| 29-06-1983 | Universitario | Alianza Lima  | 2:1       |
| 01-11-1983 | Alianza Lima  | Universitario | 1:2       |
| 15-04-1984 | Alianza Lima  | Universitario | 0:1       |
| 10-06-1984 | Universitario | Alianza Lima  | 1:1       |
| 26-08-1984 | Universitario | Alianza Lima  | 2:0       |
| 11-11-984  | Alianza Lima  | Universitario | 1:1       |
| 03-03-1985 | Alianza Lima  | Universitario | 1:0       |
| 11-05-1985 | Universitario | Alianza Lima  | 3:0       |
| 08-08-1985 | Alianza Lima  | Universitario | 0:0 (7:8) |
| 08-09-1985 | Alianza Lima  | Universitario | 2:0       |
| 22-12-1985 | Universitario | Alianza Lima  | 1:0       |
| 26-03-1986 | Universitario | Alianza Lima  | 3:2       |
| 03-08-1986 | Alianza Lima  | Universitario | 4:0       |
| 08-10-1986 | Universitario | Alianza Lima  | 0:0       |
| 21-11-1986 | Universitario | Alianza Lima  | 1:2       |
| 28-12-1986 | Alianza Lima  | Universitario | 5:1       |
| 03-05-1987 | Universitario | Alianza Lima  | 0:0       |
| 09-08-1987 | Alianza Lima  | Universitario | 1:2       |
| 01-11-1987 | Universitario | Alianza Lima  | 0:1       |
| 31-01-1988 | Alianza Lima  | Universitario | 0:0       |
| 09-03-1988 | Alianza Lima  | Universitario | 1:0       |
| 09-03-1988 | Alianza Lima  | Universitario | 1:0       |
| 26-03-1988 | Universitario | Alianza Lima  | 1:0       |
| 12-06-1988 | Universitario | Alianza Lima  | 0:1       |
| 27-07-1988 | Alianza Lima  | Universitario | 0:1       |
| 11-01-1989 | Universitario | Alianza Lima  | 2:2       |
| 01-04-1989 | Universitario | Alianza Lima  | 1:1       |
| 06-08-1989 | Alianza Lima  | Universitario | 1:0       |
| 16-09-1989 | Alianza Lima  | Universitario | 0:2       |
| 19-09-1989 | Universitario | Alianza Lima  | 0:1       |
| 26-11-1989 | Alianza Lima  | Universitario | 0:1       |

##### 1991–2010
| Datum      | Heim          | Gast          | Ergebnis |
| ---------- | ------------- | ------------- | -------- |
| 27-05-1990 | Alianza Lima  | Universitario | 1:1      |
| 08-10-1990 | Universitario | Alianza Lima  | 2:1      |
| 02-12-1990 | Universitario | Alianza Lima  | 0:1      |
| 23-01-1991 | Alianza Lima  | Universitario | 1:0      |
| 30-01-1991 | Universitario | Alianza Lima  | 1:0      |
| 28-04-1991 | Alianza Lima  | Universitario | 0:0      |
| 22-09-1991 | Universitario | Alianza Lima  | 1:0      |
| 31-10-1991 | Universitario | Alianza Lima  | 0:0      |
| 17-05-1992 | Universitario | Alianza Lima  | 1:0      |
| 12-09-1992 | Alianza Lima  | Universitario | 0:2      |
| 03-04-1993 | Universitario | Alianza Lima  | 0:0      |
| 10-10-1993 | Alianza Lima  | Universitario | 0:1      |
| 21-05-1994 | Alianza Lima  | Universitario | 1:0      |
| 08-10-1994 | Universitario | Alianza Lima  | 1:1      |
| 14-12-1994 | Alianza Lima  | Universitario | 2:1      |
| 20-05-1995 | Alianza Lima  | Universitario | 6:3      |
| 01-10-1995 | Universitario | Alianza Lima  | 0:1      |
| 29-10-1995 | Alianza Lima  | Universitario | 0:0      |
| 03-12-1995 | Universitario | Alianza Lima  | 0:1      |
| 27-12-1995 | Universitario | Alianza Lima  | 1:0      |
| 29-06-1996 | Universitario | Alianza Lima  | 1:1      |
| 19-10-1996 | Alianza Lima  | Universitario | 0:0      |
| 01-12-1996 | Universitario | Alianza Lima  | 0:0      |
| 06-04-1997 | Universitario | Alianza Lima  | 0:1      |
| 04-10-1997 | Alianza Lima  | Universitario | 0:0      |
| 29-03-1998 | Alianza Lima  | Universitario | 0:0      |
| 31-05-1998 | Universitario | Alianza Lima  | 2:1      |
| 06-09-1998 | Alianza Lima  | Universitario | 1:0      |
| 21-11-1998 | Universitario | Alianza Lima  | 0:3      |
| 28-03-1999 | Universitario | Alianza Lima  | 2:1      |
| 29-05-1999 | Alianza Lima  | Universitario | 0:1      |
| 11-09-1999 | Alianza Lima  | Universitario | 0:0      |
| 21-11-1999 | Universitario | Alianza Lima  | 2:3      |
| 15-12-1999 | Universitario | Alianza Lima  | 3:0      |
| 20-12-1999 | Alianza Lima  | Universitario | 1:0      |
| 05-03-2000 | Alianza Lima  | Universitario | 0:2      |
| 20-05-2000 | Universitario | Alianza Lima  | 2:0      |
| 19-08-2000 | Alianza Lima  | Universitario | 0:1      |
| 01-11-2000 | Universitario | Alianza Lima  | 4:1      |
| 29-03-2001 | Universitario | Alianza Lima  | 2:2      |
| 27-05-2001 | Alianza Lima  | Universitario | 1:0      |
| 30-08-2001 | Universitario | Alianza Lima  | 2:1      |
| 11-11-2001 | Alianza Lima  | Universitario | 1:1      |
| 19-03-2002 | Universitario | Alianza Lima  | 0:1      |
| 19-05-2002 | Alianza Lima  | Universitario | 1:0      |
| 26-06-2002 | Universitario | Alianza Lima  | 1:0      |
| 07-07-2002 | Alianza Lima  | Universitario | 0:0      |
| 04-08-2002 | Universitario | Alianza Lima  | 1:2      |
| 30-10-2002 | Alianza Lima  | Universitario | 3:2      |
| 09-03-2003 | Alianza Lima  | Universitario | 1:0      |
| 18-05-2003 | Universitario | Alianza Lima  | 2:4      |
| 10-08-2003 | Alianza Lima  | Universitario | 1:1      |
| 26-10-2003 | Universitario | Alianza Lima  | 1:2      |
| 02-05-2004 | Universitario | Alianza Lima  | 0:1      |
| 14-08-2004 | Alianza Lima  | Universitario | 1:0      |
| 31-10-2004 | Universitario | Alianza Lima  | 0:0      |
| 22-12-2004 | Alianza Lima  | Universitario | 0:2      |
| 20-03-2005 | Universitario | Alianza Lima  | 2:2      |
| 25-06-2005 | Alianza Lima  | Universitario | 0:0      |
| 18-09-2005 | Alianza Lima  | Universitario | 0:0      |
| 27-11-2005 | Universitario | Alianza Lima  | 2:1      |
| 25-03-2006 | Alianza Lima  | Universitario | 1:1      |
| 11-06-2006 | Universitario | Alianza Lima  | 1:1      |
| 20-08-2006 | Alianza Lima  | Universitario | 1:0      |
| 05-11-2006 | Universitario | Alianza Lima  | 3:2      |
| 03-03-2007 | Universitario | Alianza Lima  | 1:2      |
| 06-05-2007 | Alianza Lima  | Universitario | 1:2      |
| 07-11-2007 | Universitario | Alianza Lima  | 1:3      |
| 25-11-2007 | Alianza Lima  | Universitario | 1:1      |
| 30-04-2008 | Universitario | Alianza Lima  | 2:1      |
| 06-07-2008 | Alianza Lima  | Universitario | 1:1      |
| 14-09-2008 | Universitario | Alianza Lima  | 1:2      |
| 29-11-2008 | Alianza Lima  | Universitario | 1:2      |
| 22-03-2009 | Alianza Lima  | Universitario | 0:1      |
| 12-07-2009 | Universitario | Alianza Lima  | 2:1      |
| 08-12-2009 | Alianza Lima  | Universitario | 0:1      |
| 13-12-2009 | Universitario | Alianza Lima  | 1:0      |
| 03-04-2010 | Alianza Lima  | Universitario | 0:0      |
| 10-07-2010 | Universitario | Alianza Lima  | 0:1      |
| 25-09-2010 | Universitario | Alianza Lima  | 0:0      |
| 10-11-2010 | Alianza Lima  | Universitario | 2:2      |

##### 2011–2023
| Datum      | Heim          | Gast          | Ergebnis |
| ---------- | ------------- | ------------- | -------- |
| 16-04-2011 | Alianza Lima  | Universitario | 0:0      |
| 24-09-2011 | Universitario | Alianza Lima  | 2:1      |
| 15-04-2012 | Alianza Lima  | Universitario | 1:0      |
| 14-07-2012 | Universitario | Alianza Lima  | 2:1      |
| 15-03-2013 | Alianza Lima  | Universitario | 1:0      |
| 23-06-2013 | Universitario | Alianza Lima  | 1:0      |
| 19-07-2014 | Universitario | Alianza Lima  | 1:0      |
| 22-10-2014 | Alianza Lima  | Universitario | 1:0      |
| 24-05-2015 | Alianza Lima  | Universitario | 1:0      |
| 15-11-2015 | Universitario | Alianza Lima  | 1:1      |
| 13-04-2016 | Alianza Lima  | Universitario | 1:2      |
| 21-07-2016 | Universitario | Alianza Lima  | 1:0      |
| 17-09-2016 | Alianza Lima  | Universitario | 3:0      |
| 12-02-2017 | Alianza Lima  | Universitario | 2:0      |
| 15-04-2017 | Universitario | Alianza Lima  | 3:0      |
| 03-06-2017 | Universitario | Alianza Lima  | 1:2      |
| 09-09-2017 | Alianza Lima  | Universitario | 1:0      |
| 25-02-2018 | Universitario | Alianza Lima  | 1:3      |
| 11-04-2018 | Alianza Lima  | Universitario | 2:0      |
| 11-08-2018 | Universitario | Alianza Lima  | 1:1      |
| 03-11-2018 | Alianza Lima  | Universitario | 2:1      |
| 15-04-2019 | Alianza Lima  | Universitario | 2:3      |
| 29-09-2019 | Universitario | Alianza Lima  | 1:0      |
| 08-03-2020 | Universitario | Alianza Lima  | 2:0      |
| 18-08-2021 | Universitario | Alianza Lima  | 1:2      |
| 17-04-2022 | Universitario | Alianza Lima  | 1:4      |
| 04-09-2022 | Alianza Lima  | Universitario | 0:2      |
| 19-02-2023 | Universitario | Alianza Lima  | 1:2      |

#### Copa Libertadores
| Datum      | Heim          | Gast          | Ergebnis |
| ---------- | ------------- | ------------- | -------- |
| 05-02-1966 | Universitario | Alianza Lima  | 2:0      |
| 23-03-1966 | Alianza Lima  | Universitario | 0:1      |
| 25-02-1972 | Universitario | Alianza Lima  | 2:1      |
| 14-03-1972 | Alianza Lima  | Universitario | 2:2      |
| 24-02-1979 | Alianza Lima  | Universitario | 3:6      |
| 21-03-1979 | Universitario | Alianza Lima  | 1:0      |
| 12-03-1983 | Universitario | Alianza Lima  | 0:0      |
| 13-04-1983 | Alianza Lima  | Universitario | 2:1      |
| 01-07-1988 | Universitario | Alianza Lima  | 0:0      |
| 03-08-1988 | Alianza Lima  | Universitario | 0:2      |
| 02-02-1994 | Universitario | Alianza Lima  | 0:1      |
| 23-03-1994 | Alianza Lima  | Universitario | 1:2      |

#### Copa Sudamericana
| Datum      | Heim          | Gast          | Ergebnis |
| ---------- | ------------- | ------------- | -------- |
| 04-09-2002 | Universitario | Alianza Lima  | 0:1      |
| 11-09-2002 | Alianza Lima  | Universitario | 1:0      |